# Глинский, Сергей Николаевич
Сергей Николаевич Глинский (1913—1978) — гвардии майор Советской Армии, участник Великой Отечественной войны, Герой Советского Союза (1945).

## Биография
Сергей Глинский родился 25 сентября 1913 года в деревне Ягодно (ныне — Струго-Красненский район Псковской области) в крестьянской семье. Окончил среднюю школу, после чего работал в райкоме ВЛКСМ. В 1932 году Глинский был призван на службу в Рабоче-крестьянскую Красную Армию. По комсомольской путёвке он был направлен в Ленинградскую военно-теоретическую школу лётчиков, которую окончил в 1933 году. В 1935 году окончил Оренбургскую военную школу лётчиков и лётнабов, после чего служил в ней лётчиком-инструктором. На этой должности встретил начало Великой Отечественной войны. В 1942 году Глинский окончил авиационные курсы усовершенствования командного состава. Осенью того же года он был направлен в действующую армию, но лишь в мае 1943 года он совершил свои первые боевые вылеты. Участвовал в боях под Ленинградом, с декабря 1943 года командовал эскадрильей. 24 января 1944 года он был сбит при бомбардировке Гатчинского железнодорожного узла, выпрыгнул с парашютом, но при приземлении повис на телеграфных проводах и попал в немецкий плен. Содержался в лагере в Острове. В феврале 1944 года с группой из пяти человек (все были лётчики, сбитые на различных участках Волховского и Ленинградского фронтов) сумел бежать из поезда, направлявшегося в Польшу. Побег удался ценой жизни шестого летчика, прикрывшего собой от пуль товарищей. Все пятеро, в ночь на 23 февраля 1944 года, в районе деревни Висинча примкнули к партизанскому диверсионному отряду особого назначения имени Александра Невского бригады имени К.Е. Ворошилова (Белоруссия). 14 марта 1944 года небольшая группа партизан доставила лётчиков на партизанский аэродром Бегомль для отправки на Большую землю. Далее — Сергей Глинский вернулся в расположение своего полка. Участвовал в боях на Карельском перешейке, освобождении Прибалтики, боях в Восточной Пруссии.
К апрелю 1945 года гвардии майор Сергей Глинский командовал эскадрильей 34-го гвардейского авиаполка 276-й бомбардировочной авиадивизии 1-й воздушной армии 3-го Белорусского фронта. К тому времени он совершил 146 боевых вылетов, производил бомбардировку скоплений боевой техники и живой силы противника, его оборонительных и артиллерийских позиций.
Указом Президиума Верховного Совета СССР от 29 июня 1945 года за «образцовое выполнение заданий командования и проявленные мужество и героизм в боях с немецкими захватчиками» гвардии майор Сергей Глинский был удостоен высокого звания Героя Советского Союза с вручением ордена Ленина и медали «Золотая Звезда» за номером 6335.
После окончания войны Глинский до 1948 года продолжал службу в Советской Армии. Был уволен в запас. В некоторых изданиях встречается информация о лишении звания Героя Советского Союза Глинского, однако эта информация не подтверждена документами. Проживал в Ленинграде, работал старшим инженером научно-исследовательского института, затем стал там же начальником отдела. Умер 2 июня 1978 года, похоронен на Северном кладбище Санкт-Петербурга.
Был также награждён двумя орденами Красного Знамени, орденами Александра Невского, Отечественной войны 1-й степени и Красной Звезды, а также рядом медалей.